# Pseudanophthalmus englehardti
Pseudanophthalmus englehardti är en skalbaggsart som beskrevs av Barber. Pseudanophthalmus englehardti ingår i släktet Pseudanophthalmus och familjen jordlöpare. Inga underarter finns listade i Catalogue of Life.